# Avenue Winston-Churchill (Lille)
Pour les articles homonymes, voir Avenue Winston-Churchill.
Pour les articles homonymes, voir Rue des Bateliers.
L'avenue Winston-Churchill est une une voie de Lille (Nord, région Hauts-de-France, France).

## Situation et accès
Située dans le quartier du Vieux-Lille, l'avenue Winston-Churchill prolonge l'avenue du Peuple-Belge à partir de l'intersection de la rue Paul-Ramadier jusqu'à la limite communale Nord de Lille, située dans l'axe du boulevard Robert-Schuman (boulevard périphérique Nord de Lille). A cet endroit, la voie prend le nom de rue du Pré-Catelan sur le territoire de La Madeleine.

## Origine du nom
La voie honore Winston Churchill (1874-1965) qui fut premier ministre du Royaume-Uni de 1940 à 1945.

## Bâtiments remarquables et lieux de mémoire

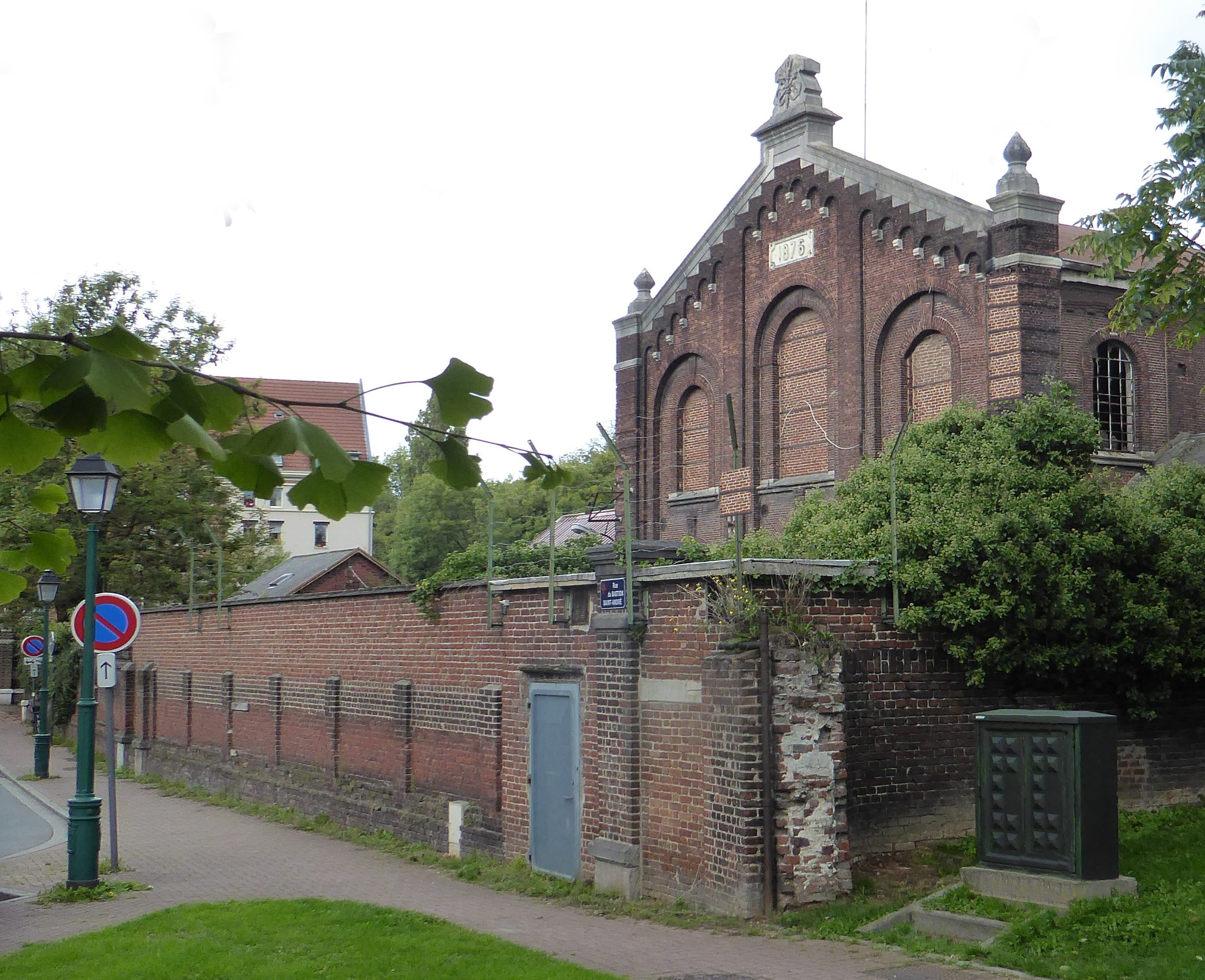
Usine élévatoire de Saint-André

- L'Usine élévatoire de Saint-André, a justifié le classement en 1999 de l' « ensemble des bâtiments de l'usine, y compris le mur de clôture et la rigole d'assèchement (cad. TC 8) » [1].